# Örevattnet (Järnskogs socken, Värmland)
Örevattnet är en sjö i Eda kommun i Värmland och ingår i Göta älvs huvudavrinningsområde. Sjöns area är 0,032 kvadratkilometer och den befinner sig 197 meter över havet.